# Стрелок (телесериал)
«Стрело́к» (англ. Shooter) — американский телевизионный сериал, основанный на романе Стивена Хантера «Снайпер» и на фильме 2007 года с одноимённым названием. Премьера состоялась 15 ноября 2016 года.
4 декабря 2017 года телесериал был продлён на третий сезон. 15 августа 2018 года USA Network закрыл сериал после трёх сезонов.

## Сюжет
Боб Ли Суэггер — отличный стрелок, ведущий жизнь отшельника. Узнав от Айзека Джонсона, что готовится покушение на президента, соглашается помочь вычислить его. Сам того не подозревая, он оказывается втянутым в политический заговор, целью которого является устранение не президента, а самого Суэггера.

## В ролях
= Главная роль в сезоне
     = Второстепенная роль в сезоне
     = Гостевая роль в сезоне
     = Не появляется

### Основной состав
| Райан Филлипп         | Боб Ли Суэггер | 10 | 8 | 13 | 31 |
| Шантель Вансантен     | Джули Суэггер  | 10 | 8 | 13 | 31 |
| Синтия Аддай-Робинсон | Надин Мемфис   | 10 | 8 | 13 | 31 |
| Эдди Макклинток       | Джек Пейн      | 10 |   | 1  | 11 |
| Омар Эппс             | Айзек Джонсон  | 10 | 8 | 13 | 31 |
| Джош Стюарт           | Солотов        |    | 8 | 1  | 9  |
| Джесси Брэдфорд       | Харрис Дауни   |    | 4 | 13 | 17 |
| Джеральд Макрейни     | Рэд Бама, ст.  |    |   | 11 | 11 |
| Всего эпизодов        | Всего эпизодов | 10 | 8 | 13 | 31 |

- Райан Филлипп — Боб Ли Суэггер, сержант морской пехоты[3].
- Шантель Вансантен — Джули Суэггер, жена Боба Ли[4].
- Синтия Аддай-Робинсон — Надин Мемфис, агент ФБР[5], расследующая дело Суэггера.
- Эдди Макклинток — Джек Пейн, участвовал в заговоре против Суэггера[6].
- Омар Эппс — Айзек Джонсон, агент секретной службы, бывший капитан разведывательной группы, начальник Боба[7].
- Джош Стюарт — Солотов, чеченский снайпер, которого связывает с Бобом Ли и его командой война в Афганистане[8].
- Джесси Брэдфорд — Харрис Дауни, сотрудник D.C. и возлюбленный Надин Мемфис[9].
- Джеральд Макрейни — Рэд Бама, ст., владелец Бама Катл и заместитель министра сельского хозяйства.

### Второстепенный состав
- Лекси Колкер — Мэри Суэггер, дочь Боба Ли.
- Дэвид Марxиано — Говард Ютэй, начальник Надин Мемфис[10]. (1 сезон)
- Том Сайзмор — Хью Мичум, агент ЦРУ, участвует в заговоре против Суэггера. (1 сезон)
- Шон Майкл — Григорий Крюков, агент ФСБ, участвует в заговоре против Суэггера[11]. (1 сезон)
- Андрей Хабинак — Димитрий Войдян, агент ФСБ (1 сезон)
- Десмонд Харрингтон — Лон Скотт, стрелок, директор крупной кампании, участвует в заговоре против Суэггера. (1 сезон)
- Беверли Д’Анджело — Патрисия Грегсон, бывший советник по национальной безопасности[9].
- Гарри Хэмлин — Эддисон Хейс, таинственный и могущественный лидер, который связывается с Суэггером[12]. (2-3 сезоны)
- Джерри Феррара — Кирк Зендер, бывший морской пехотинец, входит в команду Боба Ли, всегда обнаруживает заговоры[9]. (2 сезон)
- Тодд Лоу — Колин Доббс, бывший морской пехотинец в команде Суэггера, живущий в Техасе в часе езды от его ранчо[9]. (2 сезон)
- Патрик Сабонгуй — Юсуф Али, член команды Суэггера[13]. (2 сезон)
- Трой Гэрити — Джеффри Деннинг, опытный журналист-исследователь, которого волнует правосудие[13]. (2-3 сезоны)
- Джессика Ортиз — Энджела Тио, морской пехотинец, состоит в группе Боба Ли[13]. (2 сезон)
- Дэвид Стюарт — президент США (1 сезон)
- Ярослав Поверло — президент Украины (убит в 1 серии 1 сезона)
- Коста Ронин — русский посол (1 сезон)

## Список эпизодов

### Сезон 1 (2016—2017)
| № общий | № в сезоне | Название                                            | Режиссёр             | Автор сценария                                                 | Дата премьеры   | Зрители в США (млн) |
| --- | ---------- | --------------------------------------------------- | -------------------- | -------------------------------------------------------------- | --------------- | ------------------- |
| 1 | 1          | «Точка попадания» «Point of Impact»                 | Саймон Селлан Джоунс | Сюжет : Джон Лавин Телесценарий : Джон Лавин и Джонатан Лемкин | 15 ноября 2016  | 1,44                |
| К Бобу Ли Суэггеру, отставному сержант морской пехоты, приезжает его бывший капитан Айзек Джонсон, который теперь работает в секретной службе. Он просит Суэггера помочь провести операцию по безопасности президента, который прибывает в Сиэтл. Его задача - разведать места, где могут засесть снайперы. Тем не менее он не может предотвратить выстрел; украинский президент убит, а Боб Ли становится подозреваемым. Его арестовывает агент ФБР Надин Мемфис. |            |                                                     |                      |                                                                |                 |                     |
| 2 | 2          | «Эвакуация» «Exfil»                                 | Саймон Селлан Джоунс | Джон Лавин                                                     | 22 ноября 2016  | 1,25                |
| В ожидании обвинения Боб Ли должен остаться в федеральной тюрьме,тем временем заговорщики пытаются его убить. Во время одной из этих неудачных попыток Бобу Ли удается сбежать. Он клянется делать то, что он делает лучше всего: охотиться. |            |                                                     |                      |                                                                |                 |                     |
| 3 | 3          | «Муса-Кала» «Musa Qala»                             | Роксанн Доусон       | Адам Фиерро                                                    | 29 ноября 2016  | 1,67                |
| На Боба Ли начинается охота. Он рассказывает своей жене Джули, что Айзек замешен в заговоре. С помощью своего друга в VA он подстраивает свою смерть и становится призраком, и только Надин он доверяет этот секрет. |            |                                                     |                      |                                                                |                 |                     |
| 4 | 4          | «Наблюдение» «Overwatch»                            | Саймон Селлан Джоунс | Ти Джей Брэйди и Рашид Ньюсон                                  | 6 декабря 2016  | 1,36                |
| В воспоминаниях видно, что Боб Ли спас Айзека от пули. Между тем заговорщики пытаются заставить замолчать Надин, которая начала задавать неправильные вопросы. |            |                                                     |                      |                                                                |                 |                     |
| 5 | 5          | «Разведка боем» «Recon by Fire»                     | Адам Дэвидсон        | Дара Ресник                                                    | 13 декабря 2016 | 1,30                |
| Боб Ли находит настоящую пулю, использованную в убийстве. Благодаря Надин он добирается до группы ополчения «Древо свободы» и пытается выяснить, кто является поставщиком таких пуль. |            |                                                     |                      |                                                                |                 |                     |
| 6 | 6          | «Зона поражения» «Killing Zone»                     | Саймон Селлан Джоунс | Мэтт Босак                                                     | 20 декабря 2016 | 1,53                |
| Боб Ли выходит на своего бывшего инструктора О'Брайена. Он рассказывает Суэггеру, чтобы тот нашёл «черного короля», одну из четырех снайперских винтовок, из которой мог быть сделан выстрел. Он дает Бобу своего собственного черного короля после того, как они сталкиваются с заговорщиками, которые ищут «Приложение B». |            |                                                     |                      |                                                                |                 |                     |
| 7 | 7          | «Опасность рядом» «Danger Close»                    | Кристоф Шреве        | Тим Тэлботт                                                    | 27 декабря 2016 | 1,63                |
| Боб Ли пересекает страну, чтобы найти стрелка, в то время как Джули сталкивается с предательством в семье. Между тем Надин связывается с украинским корреспондентом, который может рассказать всю правду о заговоре. Айзек начинает задумываться о правильности своих поступков. |            |                                                     |                      |                                                                |                 |                     |
| 8 | 8          | «Красное с красным» «Red on Red»                    | Кевин Брэй           | Мэттью Ньюман                                                  | 3 января 2017   | 1,43                |
| Боб Ли и Надин пытаются защитить улики, которые могут разоблачить заговор. Пейн пытается бежать, а Джули и Мэри оказываются в смертельной опасности. |            |                                                     |                      |                                                                |                 |                     |
| 9 | 9          | «Баллистическое преимущество» «Ballistic Advantage» | Кристоф Шреве        | Ти Джей Брэйди и Рашид Ньюсон                                  | 10 января 2017  | 1,42                |
| Боб Ли должен произвести опасный обмен, чтобы спасти свою семью. Между тем, Надин борется, чтобы сбалансировать ее преданности Бобу Ли и ФБР. Позже Айзек заключает сделку в обмен на свою свободу. |            |                                                     |                      |                                                                |                 |                     |
| 10 | 10         | «Контакт с капсюлем» «Primer Contact»               | Саймон Селлан Джоунс | Джон Лавин                                                     | 17 января 2017  | 1,45                |
| Боб Ли, Джули, Надин и Айзек должны работать вместе, чтобы попасть в российское посольство, спасти Мэри, распутать заговор и доказать, что Боб Ли невиновен в убийстве президента. |            |                                                     |                      |                                                                |                 |                     |

### Сезон 2 (2017)
| № общий | № в сезоне | Название                                            | Режиссёр       | Автор сценария                 | Дата премьеры   | Зрители в США (млн) |
| --- | ---------- | --------------------------------------------------- | -------------- | ------------------------------ | --------------- | ------------------- |
| 11 | 1          | «Охота на отряд» «The Hunting Party»                | Юваль Адлер    | Джон Лавин                     | 18 июля 2017    | 1,51                |
| Боб Ли Суэггер и его жена Джули отправляются в Германию на награждение морских пехотинцев, где они чудом выживают от террористической атаки. Тем временем агент ФБР Надин Мемфис работает в Вашингтоне с Патрисией Грегсон. |            |                                                     |                |                                |                 |                     |
| 12 | 2          | «Вспоминая Аламо» «Remember the Alamo»              | Юваль Адлер    | Уилл Стэйплз                   | 25 июля 2017    | 1,17                |
| Боб Ли расследует теракт, который, возможно, был нацелен на его морское подразделение. |            |                                                     |                |                                |                 |                     |
| 13 | 3          | «Не шути с Техасом» «Don't Mess With Texas»         | Хайме Рейносо  | Ти Джей Брэйди и Рашид Ньюсон  | 1 августа 2017  | 1,16                |
| Боб Ли находит Айзека Джонсона в Техасе после покушения на его жизнь. Надин обнаруживает, насколько сильно влияние Патрисии Грегсон, а травмированная Джули борется, чтобы оставаться сильной ради своей семьи.             |            |                                                     |                |                                |                 |                     |
| 14 | 4          | «В тёмном конце улицы» «The Dark End of the Street» | Дэвид Стрейтон | Кейт Барноу                    | 8 августа 2017  | 1,27                |
| Боб Ли и Айзек узнают, что величайший в мире убийца находится в США, а воспоминания о миссии в Афганистане показывают его личность: Солотов. Надин приезжает в Техас с подозрениями в заговоре.                             |            |                                                     |                |                                |                 |                     |
| 15 | 5          | «Человек по имени Полдень» «The Man Called Noon»    | Лукас Эттлин   | Дженнифер Кацицио и Джон Лавин | 15 августа 2017 | 1,19                |
| Боб Ли работает над тем, чтобы соединить мотив Солотова с целями их подразделения. Надин находит неожиданного свидетеля. |            |                                                     |                |                                |                 |                     |
| 16 | 6          | «По Рио Гранде» «Across the Rio Grande»             | Дэвид Стрейтон | Мэттью Ньюман                  | 22 августа 2017 | 1,20                |
| Суэггер следит за деньгами Солотова, настраивая себя против мексиканского картеля. Надин решает помочь журналисту в расследовании деятельности группировки.                                                                 |            |                                                     |                |                                |                 |                     |
| 17 | 7          | «В месте вроде Боливии» «Someplace Like Bolivia»    | Хлоя Домон     | Джон Лавин                     | 29 августа 2017 | 1,30                |
| Боб Ли и Айзек должны объединиться, чтобы сбежать из мексиканской тюрьмы прежде, чем Солотов найдёт их. У Джули начинаются проблемы с законом.                                                                              |            |                                                     |                |                                |                 |                     |
| 18 | 8          | «На русский байрам» «That'll Be the Day»            | Хайме Рейносо  | Скотт Голд                     | 5 сентября 2017 | 1,20                |
| Боб Ли пытается раскрыть личность Солотова, но чеченец непреклонен. Флешбэки показывают историю Солотова, а Айзеку предлагает сделку влиятельный человек.                                                                   |            |                                                     |                |                                |                 |                     |

## Производство
USA Network объявило о заказе пилота в феврале 2016 года.
Первоначально телесериал планировали выпустить 19 июля 2016 года, но отложили на неделю, до 26 июля, из-за трагедии в Далласе, в ходе которой неизвестные расстреляли полицейских. После расстрела полицейских в Батон-Руже телесериал был и вовсе снят с летнего сезона. 3 октября 2016 года была объявлена новая дата премьеры — 15 ноября 2016 год. 19 декабря 2016 года телесериал был продлён на второй сезон, премьера которого состоялась 18 июля 2017 года. 4 декабря 2017 года телесериал был продлён на третий сезон, съёмки которого начнутся в январе 2018 в Лос Анджелесе.

## Несчастный случай
6 июля 2016 года, во время съёмок в аэропорту Агуа-Дулс, актёр Том Сайзмор случайно наехал на каскадёра. Сайзмор должен был сесть в машину и оставаться там, пока сцена не закончится. Но он вдруг включил задний ход и нажал на газ, не зная, что позади него находится человек.

## Критика
Первый сезон телесериала получил смешанные отзывы кинокритиков. На сайте Rotten Tomatoes он имеет рейтинг 44 % на основе 16 рецензий со средним баллом 5.9 из 10. На сайте Metacritic оценка составляет 60 из 100 на основе 10 рецензий критиков, что соответствует статусу «смешанные или средние отзывы».